# Годомичи
Годомичи (укр. Годомичі) — село в Колковской поселковой общине Луцкого района Волынской области Украины.
До 2020 года входило в Маневичский район.
Код КОАТУУ — 0723681701. Население по переписи 2001 года составляет 877 человек. Почтовый индекс — 44671. Телефонный код — 3376. Занимает площадь 20,3 км².